# Nyílgyökérfélék
A nyílgyökérfélék vagy marantafélék (Marantaceae) a gyömbérvirágúak rendjének (Zingiberales) egyik családja. Taxonómiai helyzete a korábbi rendszerekben is hasonló volt. Kládot alkotnak a kannafélék családjával (Cannaceae), így azokat gyakran egy családba egyesítik, és két alcsaládra osztják: Cannoideae és Marantoideae. A nyílgyökér név nem utal semmilyen morfológiai sajátosságra, hanem a növény eredeti indián nevének angolosítása révén jött létre. A család morfológiai sajátosságait az alábbi pontokban összegezve találhatók. Ebbe a családba tartoznak a zebralevélfélék is.
- Lágy szárú évelő, rizómás növények, olykor tekintélyes méretet is elérhetnek, a legtöbbjük viszont alacsony termetű marad. Ismeretesek közöttük liánszerű növények is, melyek a trópusi esőerdők növényei.
- Alaktanilag jól elkülöníthető a levélalap, levélnyél és a -lemez. Az egész családra jellemző bélyeg a levélnyél ízületszerűen megduzzadt, szőrszálakkal borított vége. A levéllemez színbéli változatossága miatt egyes fajok szobai dísznövények lettek.
- A virágzat füzér vagy fejecske. Előfordul az is, hogy a fellevelek hónaljából oldalágak indulnak ki, és bugára emlékeztető virágzatot hoznak létre. A virágok hímnősek és szimmetrikusak, és 5, 3 tagú körből állnak. A takarórendszer pártára és csészelevelekre különül. A csészék megőrzik önállóságukat, de a szirmok alapjuknál összenőve pártacsövet hoznak létre. A szirmok közül a hátsó rendszerint nagyobb a többinél.
- A porzók közül csak egy fertilis, a többi vagy sziromszerű képletté, vagy erősen egyszerűsödött sztaminódiummá alakult. Egyes porzók a pártacső falához nőttek, mások kiszélesedett, megduzzadt párnalevéllé alakultak.
- A magház alsó állású, 3 rekeszű (2 gyakran elcsökevényesedik), a termő bibéje karéjos. A termő által kiválasztott nektár csalogatja a rovarokat, mely a pártacső alján gyűlik össze. A magházból toktermés fejlődik.

A családba 32 nemzetség mintegy 350 faja tartozik. Legnagyobb faj- és egyedszámban Dél-Amerika és Nyugat-Afrika esőerdeiben élnek, Ázsiában a Maláj-félszigeten és Japánban elterjedtek.

## Nemzetségek
Az alábbi névlista a The Plant List 1.1 verziójú adatbázisában szereplő, a nyílgyökérfélék családjába sorolt érvényes és elfogadott nemzetségneveket tartalmazza:
- Afrocalathea
- Calathea – zebralevél
- Cominsia
- Ctenanthe – lándzsadísz,[2] fésűvirág[3]
- Donax
- Halopegia
- Haumania
- Hylaeanthe
- Hypselodelphys
- Indianthus
- Ischnosiphon
- Koernickanthe
- Maranta – nyílgyökér[4]
- Marantochloa
- Megaphrynium
- Monophrynium
- Monophyllanthe
- Monotagma
- Myrosma
- Phacelophrynium
- Phrynium
- Pleiostachya
- Sanblasia
- Saranthe
- Sarcophrynium
- Schumannianthus
- Stachyphrynium
- Stromanthe
- Thalia – vízigyömbér[5]
- Thaumatococcus
- Trachyphrynium